# Trezzano Rosa
Trezzano Rosa település Olaszországban, Lombardia régióban, Milánó megyében. Lakosainak száma 5373 fő (2023. január 1.). Trezzano Rosa Basiano, Busnago, Grezzago, Pozzo d’Adda, Roncello és Trezzo sull’Adda községekkel határos.

## Népesség
A település lakossága az elmúlt években az alábbi módon változott:
| Lakosok száma | 5077 | 5166 | 5183 | 5373 |
|               | 2013 | 2017 | 2018 | 2023 |